# Bitva na Sommě
Bitva na Sommě (francouzsky: Bataille de la Somme; německy: Schlacht an der Somme), která proběhla na řece Sommě východně od Amiensu od 1. července do 18. listopadu roku 1916, byla jednou z nejkrvavějších operací první světové války. Byla to velká útočná operace britských a francouzských vojsk s cílem prolomit linii německé obrany a vniknout do týlu německé skupiny armád v Noyonském výběžku.

## Podmínky před bitvou
Na západní i východní frontě probíhala zákopová válka a chyběl recept, jak protivníka ze zákopů dostat. Rusové byli při svých útocích neustále odráženi. Již roku 1915 měli ztráty asi 1 milion mužů. V té době se začaly rozvíjet jiné taktiky a jiné způsoby boje. Německý generál Erich von Falkenhayn doufal, že se mu podaří Francouze porazit u Verdunu tím, že zde Francouzi nasadí velké množství svých jednotek a Němci je všechny rozdrtí. Nestalo se tak. Francouzi sice měli ohromné ztráty, ale Němci také a tato taktika byla zavržena. Britové mezitím vynalezli tank, který jim měl pomoci v boji. Bohužel pro spojence tank ještě nebyl dostatečně vyvinutý na to, aby dokázal sám prolomit frontu. Mezitím v Rusku začala Brusilovova ofenzíva, která byla velice úspěšná, ale nakonec se zastavila a německé a rakousko-uherské armády i přes obrovské ztráty a podlomenou morálku dokázaly Rusy zatlačit zpět.

### Armády
- Spojenecká armáda byla početnější než německá, a tak věřila, že by tato bitva mohla být úspěšná. Spojenečtí vojáci sice už byli znechuceni válkou, ale protože většinu jejich sil tvořili čerství odvedenci, byl vlastenecký duch ještě dost zřejmý. Vojáci měli podporu ze vzduchu a také měli na své straně trumf – tank. Kromě toho byla armáda spojenců dobře vyzbrojena. V průlomu se účastnily 4. britská armáda generála H. S. Rawlinsona a 6. francouzská armáda generála M. É. Fayolla. Jejich síly se skládaly z 32 pěchotních a 6 jezdeckých divizí, 2189 děl, 1160 minometů a 350 tanků. Společným velitelem obou armád byl generál F. Foch.
- Německá armáda byla početně slabší a byla znechucena tím, že už musí dva roky bojovat v otřesných podmínkách, ale stále v ní žila naděje na konečné vítězství. Němečtí vojáci byli zkušení, dobře vycvičení a dost dobře vyzbrojení. Jejich betonové kryty a kulometná hnízda jim dodávaly odvahu a naději v odražení útoku Spojenců. Němečtí vojáci tedy byli rozhodnutí nedat své pozice a životy zadarmo. Na 40kilometrovém úseku průlomu se bránilo 8 divizí 2. německé armády. Jejich síly se skládaly z 672 děl, 300 minometů a 114 letadel a zaujaly dobře vybavené pozice v bojové formaci o hloubce 7 až 8 km.

### Britský plán
Cílem bitvy bylo uvolnit tlak, který svíral Francouze, jejichž oběti v prvních dvou válečných letech poskytly spojencům možnost nabrat nezbytné síly k zadržení německého postupu. Velký útok u Verdunu, který začal v únoru 1916, zatlačil Francouze až na samotnou mez jejich možností a podstatně vyčerpal jejich živou sílu. Britský postup na sever měl napomoci odvrátit německá vojska od Verdunu. Generál Douglas Haig, velitel Britů, se spoléhal na vydatnou spolupráci s Francouzi, ale vzhledem k situaci u Verdunu nakonec došlo k tomu, že se tato bitva stala převážně britskou záležitostí.

## Popis bojů

### Přípravná fáze

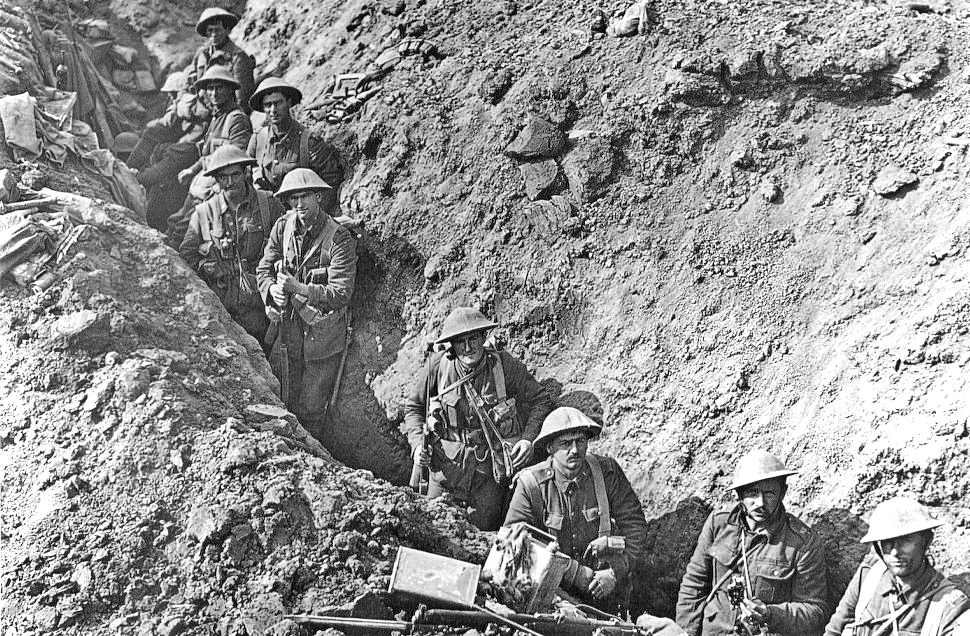
Novozélandští vojáci v zákopu.

24. června začala dělostřelecká příprava útoku, která trvala 7 dní a v jejím průběhu bylo na německé pozice vypáleno přes 1,5 milionu střel. Za tu dobu německé vedení shromáždilo rezervy a upevnilo obranu. Hodinu před ofenzívou bylo zasypáno 224 221 dělostřeleckými granáty návrší s německými pozicemi východně od britského postavení, které představovalo cíl spojeneckého útoku. Přehradná dělostřelecká palba měla neutralizovat veškerý německý odpor, ale toto očekávání vážně selhalo. Z 1,5 milionu střel byl totiž celý milion šrapnelů, které byly sice smrtící proti pěchotě, ale ta byla v době dělostřelecké přípravy bezpečně schovaná v betonových krytech. Podle plánu měly šrapnely zničit především překážky z ostnatého drátu, avšak i tento úkol se nepodařilo splnit. A nakonec byla spojenecká palba velice nepřesná a nedokázala poškodit německé kryty.

### Červenec–srpen

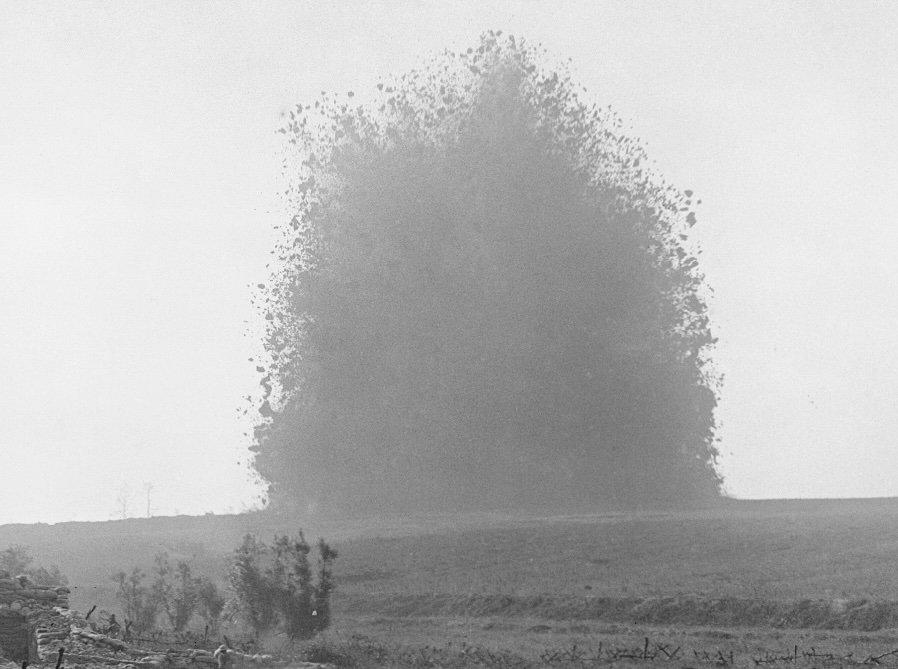
Obrovský výbuch miny, která vybuchla v Hawthorn Ridge

1. července v 7:30 ráno přešla pěchota spojenců za podpory ohnivého valu a letectva do útoku a obsadila první pozice německé obrany. Ještě deset minut před tím ženisté odpálili miny, které měly zničit betonové kryty Němců, ale toto úsilí nebylo úplně úspěšné a Němci, kteří výbuch viděli, věděli, že útok začíná. Absence momentu překvapení, špatně organizovaná součinnost, stereotypy v organizaci útoku a neutuchající odpor obránců vedly k tomu, že další posun spojeneckých vojsk byl pomalý a přerušovaný častými přestávkami během čekání na přísun nových posil. Když britští vojáci překonávali území nikoho, přesvědčeni svými veliteli, že v zákopech najdou pouze děly roztrhaná těla, vynořili se Němci ze zákopů a spustili palbu z kulometů. Britské ztráty byly obrovské a jen během první hodiny útoku dosáhly 30 000 mužů. Ačkoliv se Britům nepodařilo umlčet německé zbraně a měli těžké ztráty, nebyl první den jejich ofenzívy zcela bez úspěchu. Na jižním úseku středního sektoru bylo dobyto několik německých postavení včetně takových míst jako Montauban, Mametz a Grandcourt. Na jiných místech však byly britské útoky zastaveny. Otřes ze ztrát během prvního dne neodradil generála Haiga od pokračování v akci, která vstoupila do dějin jako pětiměsíční bitva. Je však potřeba zdůraznit, že z některých bojových střetů si Britové odnesli rychle ponaučení. 14. července generál Rawlinson použil účinnější taktiku. Nařídil mužům, aby zaútočili pod rouškou tmy. Útoku předcházel krátký pětiminutový dělostřelecký přepad, který měl mnohem větší účinek, než jakákoliv předcházející dělostřelecká příprava. Výsledek byl okamžitý. Britové prolomili frontovou linii mezi Bazentin-le-Petit a Longueval. Podařilo se ovládnout druhé pozice obránců. V té době už si však německá vojska zařídila v hloubce nové obranné linie a celá operace získala zdlouhavý charakter. Bohužel pro Brity se nemohlo nasadit jezdectvo a útok se zadrhl. Na jiných místech proběhly rovněž těžké boje a spojencům se podařilo dobýt další německá postavení, ale opět za cenu velkých ztrát. Němci měli nařízeno, aby na každém místě, kde ztratili pozice, provedli protiútok, a tak i Němci zaplatili vysokou daň. Zkázu dokončilo počasí – začalo hustě pršet a celé bojiště pokrylo bahno.

### Září–listopad
Na začátku září přešla do útoku vlevo od průlomu umístěná 10. francouzská armáda generála J. A. Michelera, ale ani to nepřineslo úspěch. Tehdy nastala chvíle, kdy se Haig obrátil o pomoc k nové technice. Do Francie byly z Velké Británie pod krycím názvem water tanks dopravovány nové zbraně, jejichž název tank byl odvozován právě z tohoto zakódovaného anglického výrazu. Toto nové obrněné vozidlo na pásech a s kanónem zapůsobilo na Haiga okamžitě silným dojmem. Ihned požadoval jejich přísun v množství, jaké převyšovalo výrobní možnosti britských zbrojovek, takže v září 1916 dostali Britové jen 32 těchto nových zbraní. Byly ihned nasazeny do boje. Ačkoliv se kvůli mechanickým poruchám brzy staly nepoužitelnými, samotná skutečnost, že se 15. září u vesnice Flers na frontě objevily, přispěla k panice v řadách Němců, kteří o vývoji tanků neměli tušení. Angličané jich hned první den použili 18 ze 49, které měli k dispozici. Tanky nebyly schopny prorazit frontu, ale představovaly novou taktiku ve vedení války. S jejich pomocí se pěchota posunula o 2 km, ale pak se postup zastavil. S příchodem podzimu začaly deště a nížinná krajina podél Sommy se stala těžko průchodnou. Spojenecké vedení ukončilo útok aniž by dosáhlo svých původních cílů.

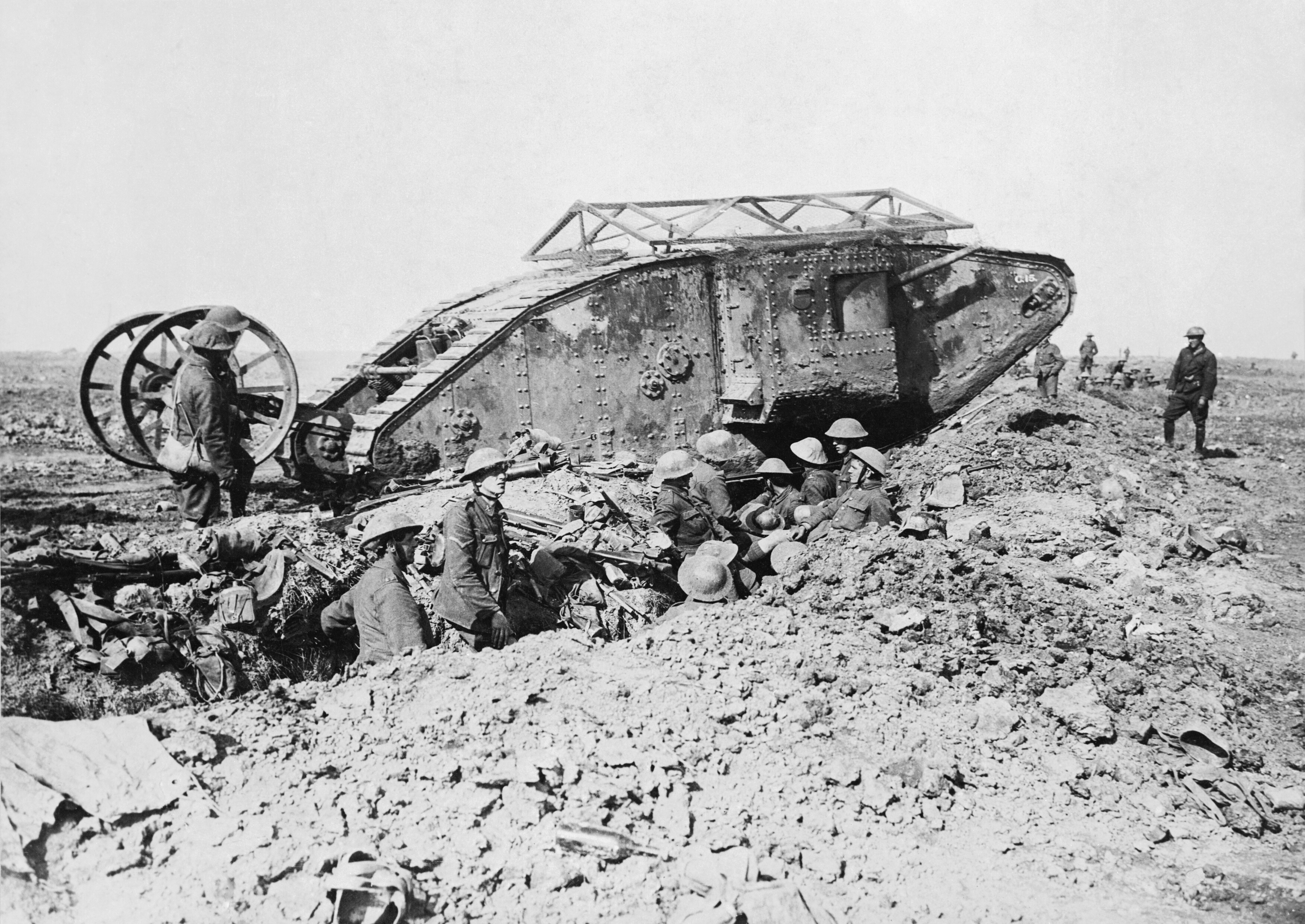
Britský tank Mark I 25. září 1916

## Důsledky bitvy
Za 4,5 měsíce spojenci přivedli do bitvy přibližně 50 divizí a vklínili se do postavení protivníka do vzdálenosti 5 až 12 km. Ztratili při tom 792 tisíc vojáků. Němci přivedli přibližně 40 divizí a ztratili 538 tisíc vojáků. Ohromné ztráty podryly morální rozpoložení vojsk obou stran. Porovnáním průběhu bitvy na Sommě, bitvy u Verdunu a dalších lze vyvodit závěr, že v této době se dostalo vojenské umění do krize. Mohutná palebná síla použitím kulometů a děl byla tak veliká, že útočící pěšák byl proti nim bezbranný. A když přece po dělostřelecké přípravě s nasazením ohromného množství vojáků byla vytvořena v obranné linii díra, vnikal do nepřítelova území ostřelovaný pěšák rychlostí maximálně 4 km za hodinu. Nepřítel ovšem mohl rozmístěné zálohy dopravit do ohroženého místa po železnici, a to rychlostí 40 km za hodinu, takže vzniklý průlom byl rychle zatarasen. Nebylo tehdy v silách techniky zajistit rychlý přesun vojáků do hloubky nepřátelského území.
V listopadu se bitva na Sommě konečně dostala do svého závěru. Spojenci dobyli německá obranná postavení u Beaumont Hamelu a Beaucourtu. Celkový počet padlých a zraněných činil 420 000 Britů a 205 000 Francouzů. Němci měli rovněž velké ztráty, které činily 465 000 mužů. Tato krvavá bitva přitom přinesla spojencům územní zisk pouhých 3 kilometrů.
Ani jedna z bojujících stran nemohla ignorovat hrůzy této bitvy, a tak obě armády rozvinuly taktiku, která se soustřeďovala na specifičtěji určené cíle, s použitím širšího spektra zbraní a vozidel na podporu pěchoty. Mělo to za následek změnu způsobu útoku úderných jednotek, stejně jako zavedení pohyblivé přehradní palby, při níž dělostřelectvo přenášelo svou palebnou clonu těsně před postup vlastních jednotek.
Bitva na Sommě dokázala, že německá armáda není nezranitelná, a řada britských vojáků poznala, že sice bude třeba hodně úsilí a krve, ale Němci mohou být nakonec poraženi. V německých řadách naopak sebedůvěra poklesla. Nastal obrat ve válce.
Celkové ztráty na obou stranách činily přes milion vojáků. Bitva se stala symbolem krveprolití na západní frontě a vyvolala taktické změny v řadách britských velitelů, když jen v prvním dni bitvy ztratili Britové téměř 60 000 mužů, z toho bylo 19 000 padlých, což je vůbec nejvíc za jeden den v celých dějinách britské armády. Dělostřelectvo a kulomety byly zbraněmi natolik dominantními, že znemožnily pěchotě jakýkoli pokus o úspěch. Přesto byla nakonec tato bitva spolu s útokem ruských vojsk jihozápadního frontu důležitá pro Trojdohodu, která tak převzala iniciativu a německé vedení bylo donuceno přejít ke strategické obraně. Nicméně stejně jako bitva u Verdunu pro Francouze, tak i bitva na Sommě znamenala pro Brity národní tragédii. Až dosud nebyla válka nikterak zpochybňována – důvody k jejímu vedení se setkávaly s porozuměním a byly podporovány většinou obyvatelstva – avšak po válce se ztráty na Sommě staly ztělesněním tragédie, jaká by se již neměla opakovat.